# Patrioti.eu
Patrioti.eu, dříve Strana identity a demokracie a Hnutí pro Evropu národů a svobody, je pravicově populistická evropská strana. Jejími členy jsou od roku 2024 také hnutí ANO a Přísaha a strana Motoristé sobě. V minulosti do ní patřilo také hnutí Svoboda a přímá demokracie.

## Členské strany
| Název strany (místní)             | Zkratka | Název strany (česky)                 | Členský stát | Počet mandátů |
| --------------------------------- | ------- | ------------------------------------ | ------------ | ------------- |
| Vlaams Belang                     | VB      | Vlámský zájem                        | Belgie       | 3             |
| Воля                              | –       | Vůle                                 | Bulharsko    | 0             |
| Eesti Konservatiivne Rahvaerakond | EKRE    | Estonská konzervativní lidová strana | Estonsko     | 1             |
| Rassemblement national            | RN      | Národní sdružení                     | Francie      | 22            |
| Chega                             | –       | Dost                                 | Portugalsko  | 0             |
| Lega                              | LN      | Liga                                 | Itálie       | 28            |
| Freiheitliche Partei Österreichs  | FPÖ     | Svobodná strana Rakouska             | Rakousko     | 3             |
| ANO 2011                          | ANO     | ANO 2011                             | Česko        | 7             |
| Přísaha občanské hnutí            | PŘÍSAHA | Přísaha občanské hnutí               | Česko        | 1             |
| Motoristé sobě                    | AUTO    | Motoristé sobě                       | Česko        | 1             |
| Kongres Nowej Prawicy             | KNP     | Kongres nové pravice                 | Polsko       | 0             |
| Νέα Δεξιά                         | ΝΔ      | Nová pravice                         | Řecko        | 0             |